# روز معارفه (آمریکا)

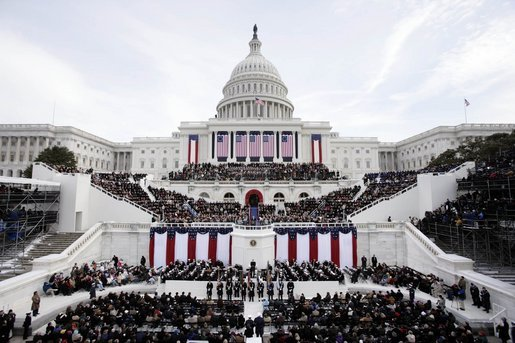
سخنرانی روز افتتاح جورج بوش در برابر کاخ کنگره آمریکا، ۲۰۰۵ میلادی

روز مُعارفه (به انگلیسی: Inauguration Day) روزی‌ست که در آن رئیس‌جمهوری ایالات متحدهٔ آمریکا و معاونش سوگند یاد می‌کنند و وارد کاخ کنگره آمریکا می‌گردند. این مراسم، هر چهار سال یکبار رخ می‌دهد و دو ماه‌ونیم پس از انتخابات سراسری در این کشور انجام می‌شود.
جرج واشینگتن در ۳۰ آوریل ۱۷۸۹، به عنوان نخستین رئییس جمهور ایالات متحده در نیویورک سوگند یاد کرده‌است و این مراسم هر چهار سال یکبار برقرار است.
رئیس‌جمهور منتخب آمریکا بعد از ادای سوگند رسماً رئیس‌جمهور کشور می‌شود و بدین صورت آخرین مرحله انتقال قدرت انجام می‌گردد:
من رسماً سوگند یاد می‌کنم که مسئولیت ریاست جمهوری ایالات متحده را صادقانه انجام دهم و تا جایی که توان دارم از قانون اساسی ایالات متحده پاسداری، حفاظت و دفاع کنم.— متن ادای سوگند